# Bergouey-Viellenave
Bergouey-Viellenave är en kommun i departementet Pyrénées-Atlantiques i regionen Nouvelle-Aquitaine i sydvästra Frankrike. Kommunen ligger i kantonen Bidache som tillhör arrondissementet Bayonne. År 2022 hade Bergouey-Viellenave 120 invånare.

## Befolkningsutveckling
Antalet invånare i kommunen Bergouey-Viellenave
| Referens: INSEE |